# Josef Uhlík
Josef Uhlík (* 27. února 1963 Ratíškovice) je český politik, v letech 2013 až 2017 poslanec Poslanecké sněmovny PČR, v letech 2022 až 2024 zastupitel Jihomoravského kraje, v letech 1998 až 2014 a opět v letech 2018 až 2022 starosta obce Ratíškovice, člen KDU-ČSL.

## Život
Po absolvování Střední průmyslové stavební školy v Hodoníně dále vystudoval Vysokou školu báňskou v Ostravě. Následně působil na různých pozicích v Jihomoravských lignitových dolech.
Josef Uhlík je ženatý a má dvě děti.

## Politické působení
Do politiky vstoupil na komunální úrovni, když byl jako nestraník na kandidátce KDU-ČSL zvolen v komunálních volbách v roce 1994 zastupitelem obce Ratíškovice a v komunálních volbách v roce 1998 i v komunálních volbách v roce 2002 mandát obhájil. Následně vstoupil do KDU-ČSL. Zastupitelem obce byl zvolen i v komunálních volbách v roce 2006 a komunálních volbách v roce 2010. Kromě funkce zastupitele vykonával v letech 1994 až 1998 také funkci místostarosty obce a od roku 1998 byl starostou obce (znovu zvolen v letech 2002, 2006 a 2010).
Do vyšší politiky se pokoušel vstoupit, když v krajských volbách v roce 2008 kandidoval za KDU-ČSL do Zastupitelstva Jihomoravského kraje, ale neuspěl. Podobně dopadl i v krajských volbách v roce 2012. O zisk mandátu se pokoušel i v krajských volbách v roce 2016, ale neuspěl.
Ve volbách do Poslanecké sněmovny PČR v roce 2013 kandidoval ze třetího místa v Jihomoravském kraji za KDU-ČSL a byl zvolen.
V komunálních volbách v roce 2014 obhájil za KDU-ČSL post zastupitele obce Ratíškovice. Vzhledem ke své poslanecké funkci však již neusiloval o post starosty. Ve volbách do Poslanecké sněmovny PČR v roce 2017 obhajoval svůj poslanecký mandát za KDU-ČSL v Jihomoravském kraji, ale neuspěl.
V komunálních volbách v roce 2018 obhájil post zastupitele obce Ratíškovice, když vedl tamní kandidátku KDU-ČSL. Následně se na konci října 2018 stal po čtyřleté pauze starostou obce. V krajských volbách v roce 2020 kandidoval za KDU-ČSL do Zastupitelstva Jihomoravského kraje, ale neuspěl. Skončil na místě 2. náhradníka. Nicméně ke konci roku 2021 rezignovali na mandáty krajských zastupitelů nově zvolený poslanec Jiří Horák a nově jmenovaná ministryně životního prostředí ČR Anna Hubáčková a tak se stal od ledna 2022 novým krajským zastupitelem.
V krajských volbách v září 2024 kandidoval jako člen KDU-ČSL v rámci koalice „SPOLU“ (tj. ODS, KDU-ČSL a TOP 09) do Zastupitelstva Jihomoravského kraje. Mandát krajského zastupitele se mu však nepodařilo obhájit.